# مريبيل وبري
مريبيل وبري (الاسم العلمي:Meripilus villosulus) هو نوع من الفطريات يتبع جنس المريبيل من الفصيلة المريبيلية.